# Jason Bernard
Jason Bernard (Chicago, 17 maggio 1938 – Burbank, 16 ottobre 1996) è stato un attore statunitense.

## Biografia
È stato sposato con la moglie Debra fino alla morte. Ha avuto un figlio dalla moglie.
È morto nel 1996, all'età di 58 anni, per un infarto avvenuto mentre guidava a Burbank (contea di Los Angeles) in California, rimanendo coinvolto in un incidente stradale, un'ora dopo il quale morì.
Il suo ultimo film, Bugiardo bugiardo (1997), le cui riprese sono finite poco prima della sua morte, è stato dedicato a lui.
La salma di Bernard è stata cremata dopo i funerali.

## Filmografia parziale

### Cinema
- Assassinio all'aeroporto (Friday Foster), regia di Arthur Marks (1975)
- Tuono blu (Blue Thunder), regia di John Badham (1975)
- Condannato a morte per mancanza di indizi (The Star Chamber), regia di Peter Hyams (1983)
- Wargames - Giochi di guerra (WarGames), regia di John Badham (1983)
- Ho sposato un fantasma (All of Me), regia di Carl Reiner (1984)
- Senza via di scampo (No Way Out), regia di Roger Donaldson (1987)
- Bird, regia di Clint Eastwood (1988)
- Un amore tutto suo (While You Were Sleeping), regia di Jon Turteltaub (1995)
- Bugiardo bugiardo (Liar Liar), regia di Tom Shadyac (1997)

### Televisione
- Flamingo Road - serie TV, 4 episodi (1981-1982)
- New York New York (Cagney & Lacey) - serie TV, 10 episodi (1982-1988)
- Perry Mason: La signora di mezzanotte (Perry Mason: The Case of the Murdered Madam), regia di Ron Satlof - film TV (1987)
- Flash (The Flash) - serie TV, episodi 1x09-1x16 (1990-1991)
- Ma che ti passa per la testa? (Herman's Head) - serie TV, 72 episodi (1991-1994)
- La signora in giallo (Murder, She Wrote) - serie TV, episodio 12x13 (1996)

### Videogiochi
- Wing Commander 3: The Heart of the Tiger, 1994, nel ruolo del Cap. William Eisen
- Wing Commander 4: The Price of Freedom, 1996, riprende il ruolo del Cap. William Eisen

## Doppiatori italiani
Nelle versioni in italiano delle opere in cui ha recitato, Jason Bernard è stato doppiato da:
- Sandro Sardone in Ho sposato un fantasma, Un amore tutto suo
- Antonio Guidi ne I Jefferson
- Enzo Consoli in Ma che ti passa per la testa?
- Goffredo Matassi in La signora in giallo
- Lino Troisi in Flash
- Pietro Biondi in Bugiardo bugiardo
- Stefano De Sando in Senza via di scampo
- Ugo Maria Morosi in Bird